# Баден, Пьер-Адольф
Пьер-Адо́льф Баде́н  (фр. Pierre-Adolphe Badin; 1805, Осер, Франция — 1876 или 1877, Париж, Франция) — французский художник, мастер жанровой и портретной живописи, рационализатор гобеленового производства. Кавалер ордена Почётного легиона. Отец художника Жюля Бадена (фр. Jules Badin; 1843—1919), прадед по материнской линии модельера Юбера де Живанши.

## Биография
Прошёл курс начального художественного обучения у Франсуа Пико. В 1826 году поступил в парижскую Академию художеств. В 1833 году выставил в парижском салоне свою первую значительную работу — «Нищие, ищущие спасения во время бури». В 1830-е — 1840-е годы создал ряд заметных произведений в жанре портретной живописи, в том числе «Вауэрман, сжигающий перед смертью свои работы» (1834), «Больная девушка», портреты маршала Гаспара де Клермон-Тоннера, Людовика XIII и Людовика де Бурбона, герцога Орлеанского.
C 1848 года, получив назначение на пост директора гобеленовой фабрики, активно занимался улучшением технологии производства гобеленов. В 1856 году, после успешной демонстрации гобеленов фабрики Бадена на Всемирной выставке в Париже, был награждён крестом Почётного легиона.

## Избранные работы

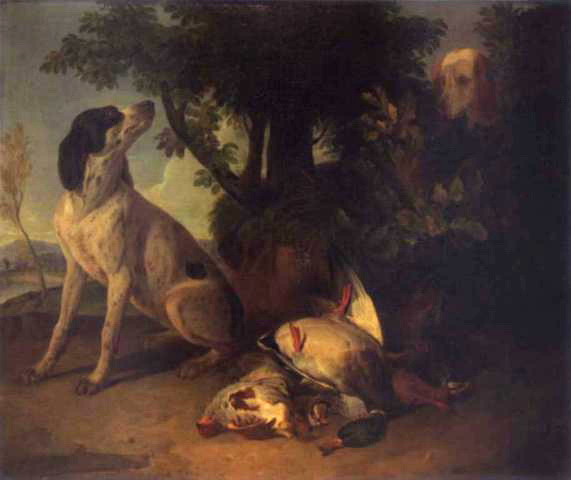
Собаки у охотничьих трофеев (Chiens devant un trophée de chasse; 1830-е)

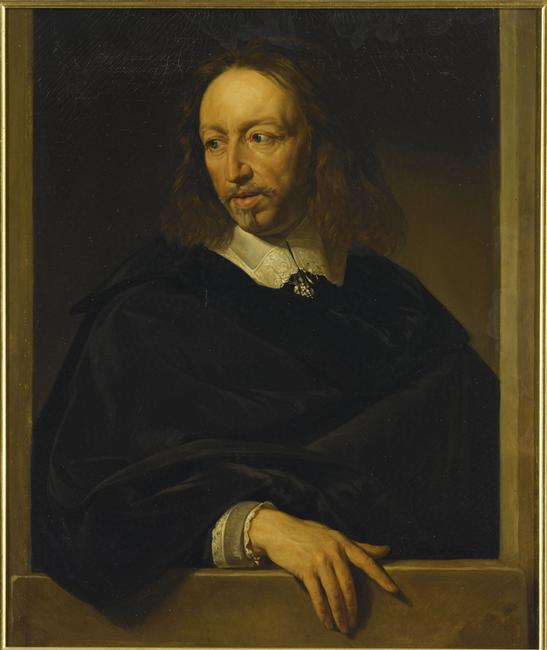
Предполагаемый портрет Шарля Куафье, барона д’Орвилье (Charles Coiffier, baron d’Orvilliers; 1837) — копия т. н. «Мужского портрета» работы Филиппа де Шампаня (Portrait d’Homme; 1650)